# 波斯特奧克鎮區 (密蘇里州約翰遜縣)
波斯特奧克鎮區（英語：Post Oak Township）是位於美國密蘇里州約翰遜縣的一個行政鎮區。

## 地方資料
波斯特奧克鎮區的面積為181.42平方千米，當中陸地面積為181.00平方千米，而水域面積為0.41平方千米。根據2020年美國人口普查的數據，當地共有人口2177人，而人口密度為每平方千米12人。